# Pygeretmus
A Pygeretmus az emlősök (Mammalia) osztályának rágcsálók (Rodentia) rendjébe, ezen belül az ugróegérfélék (Dipodidae) családjába tartozó nem.

## Rendszerezés
A nembe az alábbi 2 alnem és 3 faj tartozik:
- Pygeretmus Gloger, 1841 alnem
  - Pygeretmus platyurus Lichtenstein, 1823 – típusfaj
  - Pygeretmus shitkovi Kuznetsov, 1930
- Alactagulus Nehring, 1897 alnem
  - Pygeretmus pumilio Kerr, 1792